# Jane Austen
Jane Austen (Steventon, Hampshire, 16 de desembre de 1775 – Winchester, Hampshire 18 de juliol de 1817) va ser una novel·lista anglesa. Les seves obres, entre les quals cal destacar Orgull i prejudici, Seny i sentiment i Emma, són generalment considerades clàssics de la literatura anglesa. La seva penetrant anàlisi de la societat de l'època, unida al seu magistral ús de la narració indirecta i de la ironia, fan d'Austen una de les més influents i estimades novel·listes del segle xix. Igualment, la seva rebuda va, fins i tot en l'actualitat, més enllà de l'interès acadèmic, sent les seves obres llegides per un públic més ampli.
Va néixer en la rectoria de Steventon (Hampshire). La seva família pertanyia a la burgesia agrària, context del qual no va sortir i en el qual situa totes les seves obres, sempre entorn del matrimoni del seu protagonista. La candidesa de les obres d'Austen, no obstant això, és merament aparent, si bé pot interpretar-se de diverses maneres. Els cercles acadèmics sempre han considerat Austen com una escriptora conservadora, mentre que la crítica feminista més actual apunta que en la seva obra es pot apreciar una novel·lització del pensament de Mary Wollstonecraft sobre l'educació de la dona.
Els seus relats han estat portats al cinema en diverses ocasions, algunes vegades en reproduccions fidels, com és el cas del clàssic Pride and Prejudice de 1940 Robert Z. Leonard i protagonitzada per Greer Garson i Laurence Olivier i altres vegades en adaptacions a l'època actual, com ara per exemple de la pel·lícula Fora d'ona, adaptació del llibre Emma. Altres versions són la de Sentit i sensibilitat, de 1995; Mansfield Park, del 2000 i les d'Orgull i prejudici del 2004 (dirigida per Gurinder Chadha) i del 2005 (dirigida per Joe Wright).

## Biografia
Jane Austen va néixer en una rectoria a Steventon, Hampshire, i fou la setena filla de vuit germans del reverend George Austen (1731–1805) i la seva esposa Cassandra (Leigh de nom de soltera) (1739–1827). Dos dels seus germans, James i Henry, van seguir la carrera del pare i es van fer clergues (el darrer al final de la seva vida després d'una reeixida carrera com a banquer), mentre que Francis i Charles van seguir la carrera naval. Amb la seva única germana, Cassandra, va mantenir una estreta relació durant tota la vida. L'abundant correspondència entre les germanes ha proveït als historiadors la major part de les dades sobre la vida de Jane Austen. L'únic retrat indiscutit de Jane Austen és un esbós rudimentari i acolorit fet per Cassandra, que actualment es conserva a la National Portrait Gallery de Londres. L'any 1783 va ser educada breument per un familiar a Oxford, després a Southampton, i finalment (1785–1786) va assistir a una escola de senyoretes a l'abadia de Reading, Berkshire. El seu singular i avançat nivell d'educació pot haver contribuït a la seva primerenca afició per la literatura, car va començar la seva primera novel·la l'any 1789. La família també va propiciar la seva vocació; sovint la família Austen representava obres de teatre, i donava a Jane l'oportunitat de posar en escena les seves pròpies històries. També solien emprar llibres de la biblioteca local, llibres que van influir en l'estil d'Austen. El seu germà Henry la va encoratjar especialment, i ell mateix era aficionat a escriure.

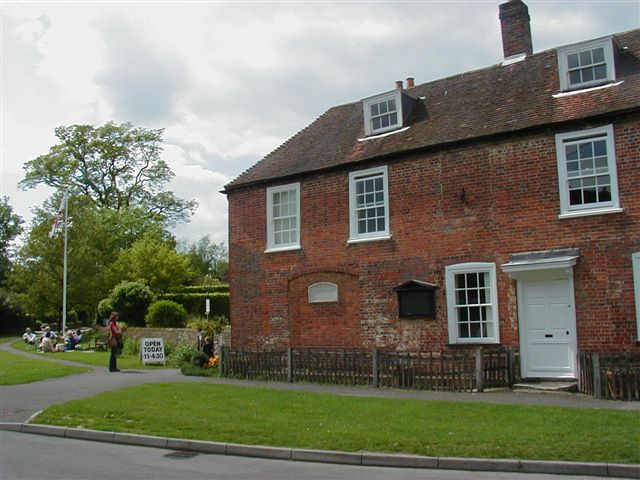
"Cottage" on Jane Austen va viure els 8 darrers anys de la seua vida (avui un museu)

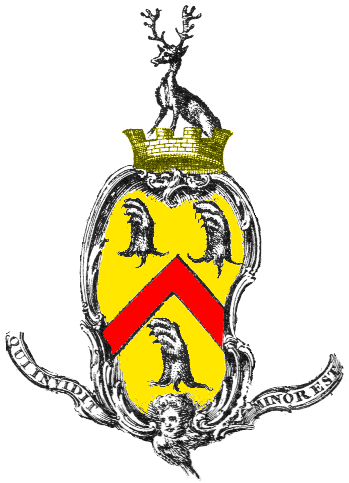
Escut d'armes de la família de Jane Austen (premeu sobre la imatge per a obtenir més informació)

L'any 1801, la família va traslladar-se a la socialment estimada ciutat balneari de Bath, que li va proporcionar l'ambient de moltes de les seves novel·les. Tanmateix, Jane Austen, com el seu personatge Anne Elliot, sembla haver "persistit en el seu desgrat per Bath", potser perquè la seva estada en aquesta ciutat va coincidir amb una situació de precarietat financera de la seva família. L'any 1802, Austen va rebre una proposta de matrimoni d'un ric però "gras i maldestre" home anomenat Harris Bigg-Wither, que era sis anys més jove que ella. Aquest enllaç l'hauria alliberada de les dificultats i la dependència que llavors anaven associades a l'estatus de conca. Aquestes consideracions van poder condicionar-la a la seva acceptació inicial, només per a canviar d'opinió l'endemà i refusar-hi. Tot sembla indicar que ella no l'estimava. Després de la mort de son pare, l'any 1805, Austen, la seva germana i sa mare van residir a Southampton amb el seu germà Frank i la família d'ell durant uns quants anys, per a després traslladar-se a Chawton l'any 1809. Ací, el seu ric germà Edward tenia una finca amb una vil·la, on va allotjar sa mare i les germanes. Aquesta casa és avui dia un museu molt visitat pels turistes, i ha esdevingut un lloc de pelegrinatge per als admiradors d'Austen.
Austen va viure a Chawton i hi va escriure les seves darreres novel·les. L'any 1816, va començar a patir problemes de salut. Al maig del 1817 va traslladar-se a Winchester per estar més a prop del seu metge. Avui dia s'especula que va patir la malaltia d'Addison, una disfunció de les glàndules suprarenals que sovint és causada per la tuberculosi. Aquesta malaltia era desconeguda en aquell temps. D'altres, com ara una de les seves biògrafes, Carol Shields, són partidaris de la hipòtesi que va morir de càncer de mama. El seu estat va anar empitjorant, i el 8 de juliol del 1817 va morir a l'edat de quaranta-un anys, i fou soterrada a la catedral de Winchester.

### L'educació de la dona
Durant l'època de Jane Austen no existia un sistema educatiu pròpiament dit i l'educació dels infants es duia a terme en les escoles dominicals o, en les famílies més benestants i més educades, a través d'una institutriu i de tutors. D'altra banda, existien algunes "escoles per a dames", que en general tenien mala reputació, ja que l'educació "real" que allí s'hi rebia era molt deficient. A més, també era habitual enviar el fills homes a viure a la casa d'un tutor, com ho era el pare de Jane Austen. Creixent en aquesta casa, es pot pensar que l'autora va ser una dona instruïda pel seu temps.
El tractat educatiu més rellevant per a la seva època era l'Emili de Rousseau, que va establir les bases de la Il·lustració. El que proposava Rousseau era que tots els mals de la seva època s'originaven en la pròpia societat i que l'única alternativa era provocar una transformació en l'home a través de l'educació; una educació que el permetés alliberar-se d'aquesta corrupció que provoca la societat. La influència de la Il·lustració va fer que es comencés a crear un sistema educatiu basat en la raó. No obstant això, tant en Rousseau com en molts altres pensadors de la Il·lustració, la dona queda exclosa d'aquesta necessitat educativa. És més, en el llibre Emili es fa referència a l'educació de la dona a través de la suggerida per Sofia, la dona destinada a casar-se amb Emili: la dona ha de ser educada per complir amb les seves tasques com a esposa i mare, i obeir el seu marit. No és d'estranyar, doncs, que es popularitzessin nombrosos tractats de conducta per a dones joves en el segle xviii, ensenyant doctrines morals i enfocant l'educació cap als aspectes domèstics, la religió i els "talents", i apartant-les d'aquells altres coneixements que provocarien que la dona fos poc desitjable als ull dels homes.
Hi ha molts passatges en l'obra de Jane Austen dedicats als "talents", però si hi ha res que totes les seves obres tinguin en comú és que cap de les seves heroïnes està gaire interessada per ells. Per "talents" s'entenen les diferents habilitat que una dona que busca marit ha de cultivar per atraure la seva atenció.
| «                                 | "Em resulta increïble", va dir Bingley, "com totes les joves tenen tanta paciència com per cultivar tots aquests talents." (...) "Totes pinten, forren biombos i fan bossetes de malla. No hauré conegut una sola dona que no sàpiga fer tot això, i estic segur que mai m'han parlat d'una dona per primer cop sense referir-se a com n'era de talentosa." (...) "Una dona ha de tenir un ampli coneixement de música, cant, dibuix, dansa i llengües modernes per merèixer aquesta paraula (talentosa); i, a part de tot això, hi ha d'haver alguna cosa en el seu aire i en la seva forma de caminar, en el to de la seva veu, en la seva forma de relacionar-se amb la gent i en la seva expressió; en cas que no sigui així, no mereixerà completament la paraula". | » |
| — Jane Austen, Orgull i prejudici | |   |

A Emma (1815), Austen tracta el paper de la dona educadora i dels internats. És considerada una obra important per establir un context educatiu de la societat del moment, ja que l'autora tracta temes com l'absència de la mare i de com això afecta en l'educació del seu protagonista. Amb el seu habitual to sarcàstic, ridiculitza l'educació que es dona en els internats per a nenes, alhora que incorpora crítiques subliminals al sistema pedagògic vigent.
Jane Austen advoca en les seves novel·les per una educació liberal per a la dona, allunyada de tots aquests "talents", ja que considera que la falta de sensatesa comporta un gran risc per a la vida social, per a l'elecció d'un futur favorable i per a la convivència conjugal.

## Obra
L'obra més popular d'Austen és Orgull i prejudici, que es considera un exponent de la seva astuta comèdia de costums. Austen també va escriure una sàtira de les llavors populars novel·les gòtiques d'Ann Radcliffe, L'abadia de Northanger, que va ser publicada pòstumament.
Adherint-se a una pràctica comuna entre les escriptores de l'època, Austen va publicar les seves obres de manera anònima; aquest fet va comportar que mai no s'integrés en els cercles literaris influents.
Les comèdies de costums d'Austen, especialment Emma, sovint es posen com a exemple de perfecció formal. Els crítics moderns continuen descobrint noves perspectives en els incisius comentaris d'Austen sobre la situació de les senyoretes solteres angleses dels últims anys de la dècada del 1790 i els primers de la dècada del 1800, una conseqüència de les lleis i costums en matèria d'herència, que atribuïen al fill mascle de més edat la pràctica totalitat de l'herència familiar.
Tot i que la carrera d'Austen va coincidir amb el moviment romàntic, no va ser una romàntica intensa i apassionada, i es poden trobar elements neoclàssics en la seva obra. Les emocions passionals en les novel·les d'Austen habitualment comporten perills: la dama jove que resa dues vegades al dia té més probabilitats de trobar la felicitat vertadera que aquella que fuig amb un amant capritxós. Els valors artístics d'Austen tenen més punts de contacte amb David Hume i John Locke que amb els seus contemporanis William Wordsworth o Lord Byron. Entre les influències sobre Austen, cal destacar Samuel Johnson, William Cowper, Samuel Richardson, Walter Scott, George Crabbe i Fanny Burney.
Tot i que Austen no pren partit per l'emoció en el mateix grau que altres escriptors romàntics, també es mostra escèptica per l'actitud contrària -un càlcul i una fredor excessius sovint condueixen al desastre en les novel·les d'Austen.
Es desenvolupà un videojoc el 2013 sobre l'autora anomenat Ever, Jane.

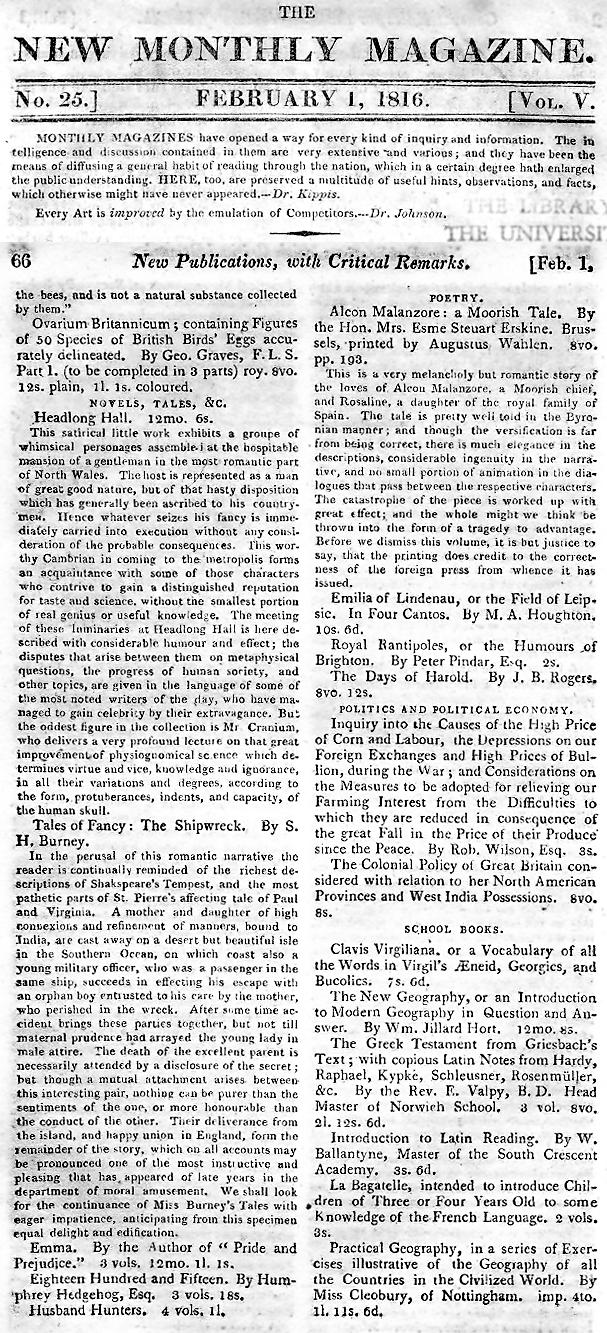
L'any 1816, els editors del New Monthly Magazine no van considerar Emma una novel·la important

## Crítica
Les novel·les d'Austen van obtenir només una tèbia acollida quan van ser publicades, tot i que particularment Sir Walter Scott va lloar la seva obra:
| « | Aquesta jove dama té un talent per a descriure les relacions de sentiments i personatges de la vida corrent que és per a mi el més meravellós amb què he topat. | » |

En l'última novel·la d'Austen, Persuasió, uns personatges estan llegint una novel·la de Scott i la lloen, però Marianne Dashwood en Seny i sentiment ja havia declarat Scott un dels seus escriptors preferits.
Austen també va guanyar-se l'admiració de Macaulay (que creia que al món no hi havia novel·les que pogueren acostar-se a la perfecció d'Austen), Samuel Taylor Coleridge, Robert Southey, Sydney Smith, Edward FitzGerald, i el príncep regent, que fins i tot va convidar-la a visitar-lo a Brighton. Els estudiosos del segle xx la situen entre els més grans genis de la literatura anglesa, de vegades comparant-la amb Shakespeare. Lionel Trilling i Edward Said han escrit assaigs sobre les obres d'Austen. Said es refereix extensament a Mansfield Park en la seva obra de l'any 1993 Culture and Imperialism.
Trilling va escriure en un assaig sobre Mansfield Park:
| « | Va ser Jane Austen la primera a representar l'especificitat de la personalitat moderna i la cultura en què es va desenvolupar. Mai abans que ella, la moral quotidiana havia estat expressada com ella ho va fer, mai abans s'havia concebut que podia ser tan complexa, difícil i esgotadora. Hegel parla de la "secularització de l'espiritualitat" com una característica essencial de l'era moderna, i Jane Austen és la primera a dir-nos el que això significa. És la primera novel·lista a descriure la vida social, la cultura general, com a part de la moral corrent, generant els conceptes de "sinceritat" i "vulgaritat" que cap temps anterior havia dotat de significat, i que per a nosaltres són tan subtils que desafien la definició, i tan punyents que ningú no pot fugir al seu poder. Va ser la primera a adonar-se del terror que domina la nostra situació moral quan exposem les nostres vides i capteniments, la ubiqüitat i l'anonimat del judici a què hem de respondre, la necessitat que sentim de demostrar la puresa de la nostra espiritualitat secular, els indrets foscos i dubtosos de la qual són més nombrosos i misteriosos que els de l'espiritualitat religiosa... | » |

Les crítiques negatives vers Austen també han estat notables, amb detractors severs que sovint van acusar les seues obres de ser antiliteràries i ximples.
Charlotte Brontë va criticar l'estretor de propòsit de les obres d'Austen:
| « | Res semblant a calor o entusiasme, res d'enèrgic, punyent, colpidor, no pot ser utilitzat per a elogiar aquestes obres: totes aquestes demostracions que l'autora hauria tractat amb un menyspreu ben educat, poden ser excloses per 'outrés' i extravagants. Va fer molt bé la seua feina de descriure la superfície de la vida d'un grapat de gentils anglesos. Hi ha una fidelitat xinesa, una delicadesa de miniatura en el dibuix. No amoïna el lector amb cap element vehement, no el destorba amb res profund. Les passions són matèria desconeguda per a ella: fins i tot renuncia a parlar-ne... Li agrada sotmetre a estudi allò que veu d'agut, de ben parlat, de moviments flexibles: però allò que batega ràpidament i pregonament, allò que fa escalfar la sang, com és allò que rau sota la línia de la vida o el significat de la mort, aquesta Miss Austen ho ignora... Jane Austen va ser una dama completa i sensible, però una incompleta i radicalment insensible (no sense sentit) dona; si aquesta és la seua heretgia, jo no puc ajudar-la. | » |

Mark Twain, el primer crític americà d'Austen, tenia en molt poca estima les obres de l'escriptora, com es desprèn del comentari que fa en descriure la biblioteca del seu vaixell: "Llibres de Jane Austen... no n'hi ha en aquesta biblioteca. Només aquest fet per si sol ja la faria una biblioteca bastant bona, tret que fos una biblioteca sense cap llibre".
Rudyard Kipling tenia una opinió diferent, i arribà fins i tot a escriure un conte The Janeites sobre un grup de soldats que eren admiradors d'Austen, i també dos poemes lloant l'Anglaterra de Jane (England's Jane), en què li professa una veritable admiració pòstuma.
La força literària d'Austen rau en la descripció dels personatges, especialment els femenins, amb tocs delicats procedents dels incidents senzills i quotidians de la vida de les classes mitjana i alta, sobre les quals tracten generalment les seues novel·les. Els personatges, tot i ser tipus bastant corrents, estan traçats amb tal fermesa i precisió i amb tant de detall que retenen la seua individualitat al llarg del desenvolupament de la narració, i són transparents a la personalitat de l'escriptora. La seua visió de la vida sembla principalment cordial, amb una bona dosi d'ironia gentil però punyent.
Alguns lectors contemporanis poden trobar el món que ella descriu, en el qual el principal propòsit de tothom sembla aconseguir matrimonis avantatjosos, encotillat i inquietant. En la seua època les opcions eren limitades, i tant els homes com les dones es casaven per consideracions econòmiques. Les dones escriptores tractaven els assumptes limitats del gènere romàntic. Part de la prominent reputació d'Austen prové de la manera amb què va saber integrar les observacions sobre la condició humana dins d'unes convincents històries d'amor. Gran part de la tensió en les seues novel·les prové de la necessitat de trobar un equilibri entre les consideracions purament financeres i altres factors: amor, amistat, honor i autoestima. Cal remarcar que, a l'època, les novel·les d'amor eren considerades com una intel·ligent i moderna variació de les novel·les amoroses sobre cavallers medievals; aquells a qui les damisel·les forçaven a l'aventura, a la recerca de la fortuna i a executar les seues comandes.
Hi ha dos museus dedicats a Jane Austen. El Jane Austen Centre, a Bath, és un museu públic situat en una casa d'estil georgià, a Gay Street, just a dues cases del número 25, on Austen va residir l'any 1805. El Museu Casa de Jane Austen és situat a Chawton cottage, Hampshire, on Austen va viure del 1809 al 1817.

### Crítica feminista
Segons va exposar Margaret Oliphant (1822-1897), una novel·lista i crítica literària escocesa, en la seva obra Miss Austen and Miss Mitford, els personatges de l'autora no són refinats i solen aparèixer en el mateix context. La pobresa en la novel·la d'Austen, afirma, és el resultat d'un problema de patrimoni econòmic o la conseqüència d'una mort prematura del patriarca familiar. Segons Oliphant, les seves obre s'enfronten amb el límit imposat pel coneixement i la natura. Els personatges creixen, maduren i adquireixen poder i noblesa al llarg de la història.
L'estil és suau i ressalta l'aspecte ridícul de l'argument. Austen es compadeix dels personatges que pateixen, però no sembla sentir pena per la seva situació en cap moment. La mentalitat que imprimeix en les seves obres és merament femenina, associada a una dona que disposa de temps suficient com per explorar el món que l'envolta, assistir a balls i conferències.
Els seus escrits exposen sovint les peculiaritats, la ingenuïtat i l'absurd de la ment humana. També inclouen mostres de tolerància, paciència i caritat (si bé no provinent del principi cristià). L'escriptora, a més, presenta trets d'incredulitat, i ensenya als seus lectors els error comesos per l'home, distanciant-los amb cert to humorístic, d'allò que habitualment s'associa amb la idea del bé i el mal.
Des del punt de vista d'un feminisme més modern, s'observa una evolució: si l'any 1975 la crítica literària anglesa Marilyn Butler defensava que les novel·les d'Austen perpetuaven aquestes mateixes construccions socials que subjugaven la dona al matrimoni i a l'esfera domèstica, la refutació que Sandra Gilbert i Susan Gubar fan des de la seva obra La boja de l'àtic assegura que, ans al contrari, els personatges que conformen l'argument principal de les novel·les contradiuen aquestes convencions defensant una educació racional per a la dona i que per tant, tot i que no es pot usar el qualificatiu de feminista (tal com és entès actualment) per a l'obra de Jane Austen, sí que es poden trobar certs elements distintius d'inconformisme en ella. Ja a la dècada de 1990, la crítica índia Meenakshi Mukherjee va suggerir un contrast entre les obre de Jane Austen i Mary Wollstonecraft, ja que talment com en l'obra de Mary Vindicació dels drets de la dona, les heroïnes de les obres de Jane Austen advoquen per ser tractades com "criatures racionals"
El dilema sobre l'educació de la dona va ser crucial en el segle xviii, i segons assegura Mukherjee, "cada una de les sis novel·les presenta una profunda contradicció entre el domini de la raó dominant en la societat de l'Anglaterra del segle xviii i els valors als quals, hipotèticament, s'esperava que la dona s'adherís." D'altra banda, la idea d'Austen com una persona conservadora pot tenir a veure amb la imatge que la seva família va mostrar d'ella després de la seva mort, a través de la selecció de cartes i memòries d'Austen-Leigh. L'intel·ligent ús de la comèdia és el que permet que l'obra d'Austen no sembli inconformista. A més, diu Mukherjee, no es pot perdre de vista l'època i els fets recents que podrien haver tingut influència en la seva escriptura. Una generació separa Jane Austen de Mary Wollstonecraft, i quan Austen va començar a escriure les seves novel·les, les idees de Wollstonecraft s'expandien ràpidament, expansió que probablement es devia en part a l'escàndol provocat per les Memòries de Godwin. Tot això no obstant, aquest escàndol va refrenar, en certa manera, el progrés del feminisme, duent-lo d'un retrocés als valors conservadors, i és en aquest ambient en què Austen escriu, creant un equilibri en les seves obres entre el que és vindicatiu i el que és simplement entretingut i acceptable, dulcificat a través de l'humor. Actualment la recerca sobre Jane Austen també inclou perspectiva sobre les relacions de parella, acabessin o no en matrimoni.

## Filmografia
Les obres d'Austen s'han adaptat al cinema i a la televisió en moltes ocasions, variant molt pel que fa a la fidelitat als corresponents originals.
Orgull i prejudici ha estat la més adaptada de les seues obres, amb sis pel·lícules, la més recent de les quals (Pride & Prejudice) data del 2005, dirigida per Joe Wright i protagonitzada per Keira Knightley (Elizabeth Bennet), Donald Sutherland (Mr. Bennet), Matthew Macfadyen (Mr. Darcy), i Judi Dench (lady Catherine de Bourgh). També hi ha una adaptació de Bollywood del 2004: Bride & Prejudice. La versió cinematogràfica del 1940 va incloure en el seu repartiment Laurence Olivier com a Mr. Darcy, i Greer Garson com a Elizabeth Bennet. En una versió de la BBC del 1985, Elizabeth Garvie va fer-se càrrec de paper d'Elizabeth Bennet. Anteriorment, la BBC n'havia produït cinc sèries de televisió, la més notable de les quals va ser la de l'any 1995, amb Colin Firth i Jennifer Ehle. Tanmateix, la primera adaptació va ser per al cinema mut, tot i que totes les còpies s'han perdut. La pel·lícula del 2001 Bridget Jones's Diary, basada en un llibre de Helen Fielding, pren l'argument i alguns personatges directament de la novel·la d'Austen.
Emma ha estat adaptada a la televisió diverses vegades, la primera l'any 1948. Entre les versions més recents, cal esmentar la del 1972 per a la televisió britànica, la pel·lícula del 1996 Emma, amb Gwyneth Paltrow i Jeremy Northam, i també l'adaptació televisiva britànica del 1996, amb Kate Beckinsale. La pel·lícula de l'any 1995 Fora d'ona, dirigida per Amy Heckerling i protagonitzada per Alicia Silverstone, és una transposició de la història d'Emma a l'ambient universitari de Califòrnia.
Seny i sentiment ha estat adaptada quatre vegades, incloent-hi la versió del 1995, traduïda en català com a Sentit i sensibilitat, sobre guió d'Emma Thompson (que va guanyar un Oscar al millor guió adaptat). Va ser dirigida per Ang Lee i protagonitzada per Thompson i Kate Winslet. Persuasió ha estat adaptada dues vegades a la televisió i una al cinema. Mansfield Park i L'abadia de Northanger s'han adaptat també al cinema.
La pel·lícula del 1980 Jane Austen in Manhattan tracta de dues companyies teatrals rivals que desitgen produir l'única obra de teatre completa de Jane Austen, Sir Charles Grandison (basada en la novel·la homònima de Richardson), que va ser redescoberta l'any 1980.
La jove Jane Austen, dirigida per Julian Jarrold i protagonitzada per Anne Hathaway, és un retrat semi-biogràfic de la joventut de Jane Austen, a qui se li reconeix actualment una relació amb el jutge Tom Lefroy, interpretat per James McAvoy.

## Obres
(entre parèntesis, l'edició catalana, quan n'hi ha)

### Novel·les
- Sense and Sensibility (1812) (Seny i sentiment, trad. de Xavier Pàmies; Barcelona: La Magrana, 2004 // Club Victòria, Viena Edicons 2021)
- Pride and Prejudice (1813) (Orgull i prejudici, trad. d'Eulàlia Presas; Barcelona: Proa, 1985 // Col·lecció Bernat Metge Universal, La Casa dels Clàssics 2021)
- Mansfield Park (1814) (Mansfield Park, trad. de Maria Dolors Ventós; Barcelona: Club Editor, 1990// Club Victòria, Viena Edicions 2021)
- Emma (1816) (Emma, trad. d'Alba Dedéu; Martorell: Adesiara, 2014)
- Persuasion (1818, pòstuma) (Persuasió, trad. de Jordi Arbonès; Barcelona: Edhasa, 1988)
- Northanger Abbey (1818, pòstuma) (L'abadia de Northanger, trad. de Jordi Arbonès; Barcelona: Edhasa, 1991 // Club Victòria, Viena Edicions 2023)

### Narrativa curta
- Lady Susan
- The Watsons (novel·la incompleta; la neboda d'Austen, Catherine Hubback, va completar-la i publicar-la amb el títol The Younger Sister a mitjan segle XIX)
- Sanditon (novel·la incompleta)

### Obres de joventut
- The Three Sisters («Les tres germanes», dins Amor i amistat. Les tres germanes, trad. de Dolors Udina; Manresa: Angle, 2007)
- Love and Freindship [sic; l'errada en la paraula "friendship" (amistat) és deliberada] («Amor i amistat», dins Amor i amistat. Les tres germanes, trad. de Dolors Udina; Manresa: Angle, 2007)
- The History of England
- Catharine, or the Bower
- The Beautifull Cassandra [sic]